# هوتا استاوولا وولا
هوتا استاوولا وولا (انگلیسی: Huta Stalowa Wola) شرکت دولتی صنایع جنگ‌افزاری لهستانی است، که در سال ۱۹۳۸ تأسیس شد.